# Zeihen
Zeihen – gmina w Szwajcarii, w kantonie Argowia, w okręgu Laufenburg. Leży w regionie Fricktal. Liczy 1 115 mieszkańców (31 grudnia 2016).